# モネ劇場
モネ劇場（モネげきじょう、仏：Théâtre Royal de la Monnaie (La Monnaie) 、蘭：De Koninklijke Muntschouwburg (De Muntschouwburg) ）は、ベルギーのブリュッセル市にある歌劇場。ベルギー王立歌劇場とも呼ばれる。
スペイン統治時代の1700年に開場した。歴代の音楽監督は、ジョン・プリッチャード、シルヴァン・カンブルラン、アントニオ・パッパーノ、大野和士らが務めた。2008年から現在までマーク・ウィッグルスワースが音楽監督を務めている。2012年9月よりリュドヴィク・モルロー (Ludovic Morlot) が音楽監督に就任する予定である。
主な録音には、パッパーノ指揮でブリテンの『ねじの回転』やマスネの『マノン』、カンブルラン指揮でギュスターヴ・シャルパンティエの『ルイーズ』などがある。
付属のオーケストラは、劇場での演奏だけでなくシンフォニー・コンサートも行い、その時はモネ交響楽団（仏：Orchestre Symphonique de la Monnaie, 蘭：Symfonieorkest van de Munt）と称する。オーケストラ単独での録音には、大野指揮でマーラーの交響曲第2番「復活」やエル・バシャ独奏でプロコフィエフのピアノ協奏曲全集などがある。

## 主な世界初演オペラ
- ジュール・マスネ:『エロディアード』、(1881年12月19日)
- エルネスト・レイエル:『シギュール（英語版）』、(1884年1月7日)
- エマニュエル・シャブリエ:『グヴェンドリーヌ（英語版）』、(1886年4月10日)
- バンジャマン・ゴダール:『ジョスラン（英語版）』、(1888年2月25日)
- エルネスト・レイエル:『サランボー（英語版）』、(1890年2月10日)
- ヴァンサン・ダンディ:『フェルヴァール（英語版）』、(1897年3月12日)
- ヴァンサン・ダンディ:『異邦人（スペイン語版）』、(1903年1月7日)
- エルネスト・ショーソン:『アルテュス王』、(1903年11月30日)
- ダリウス・ミヨー:『オルフェの不幸』、(1926年5月7日)
- アルトゥール・オネゲル:『アンティゴーヌ（英語版）』、(1927年12月28日)
- 細川俊夫:『松風』、(2011年5月3日)